# (7283) 1989 TX15
(7283) 1989 TX15 est un astéroïde de la ceinture principale découvert en 1989.

## Description
(7283) 1989 TX15 a été découvert le 4 octobre 1989 à l'observatoire de La Silla, au Chili,  par Henri Debehogne.

### Caractéristiques orbitales
L'orbite de cet astéroïde est caractérisée par un demi-grand axe de 2,26 UA, un périhélie de 2,07 UA, une excentricité de 0,08 et une inclinaison de 5,70° par rapport à l'écliptique. Du fait de ces caractéristiques, à savoir un demi-grand axe compris entre 2 et 3,2 UA et un périhélie supérieur à 1,666 UA, il est classé, selon la JPL Small-Body Database, comme objet de la ceinture principale.

### Caractéristiques physiques
(7283) 1989 TX15 a une magnitude absolue (H) de 14,1 et un albédo estimé à 0,086.